# 韋爾赫內 (列別金區)
50°43′34″N 34°10′53″E / 50.72611°N 34.18139°E
韋爾赫涅（烏克蘭語：Верхнє）是位於烏克蘭東北部的舊村莊，曾由蘇梅州的萊貝丁區負責管轄，並於2007年被註銷。該村處於維利尚卡河畔，距離大盧基2公里，1988年該村落人口10。